# Kawasaki Ki-32
Лёгкий бомбардировщик ЛБ-98 Сухопутных войск Императорской Японии 陸軍九八式軽爆撃機/川崎キ32 (яп.  Рикугун кюхатисики кэйбакугэкики/Кавасаки Ки санни) — цельнометаллический одномоторный бомбардировщик Сухопутных войск Императорской Японии. Разработан в 1937 г. в КБ Кавасаки под руководством И. Имаси. Принят на вооружение авиации Сухопутных войск Императорской Японии в 1938 г., выпускался ограниченной серией до 1940 г. Условное обозначение ВВС союзников Мэри (Mary).

## История
В 1936 г. ГУ авиации Сухопутных войск разработал тактико-техническое задание для фронтового легкого бомбардировщика на замену стоящего на вооружении ЛБ-93.
Выданное авиационным КБ заводов Мицубиси и Кавасаки ТТЗ Сухопутных войск предусматривало:
- скорость не менее 400 км/ч на высоте 3 км
- набор 3 км за 8 минут
- бомбовую нагрузку до 450 кг
- возможность бомбометания с пикирования[2].

В 1936 г. КБ Кавасаки начало работу над проектом. Ведущим конструктором был назначен инженер И. Имаси (после войны ректор Университета Токио). К 1937 г. оба КБ подготовили весьма схожие проекты, в основном отличавшиеся силовой установкой.
Машина КБ Мицубиси (Ки.30) получила радиальный двигатель Д-5 (Накадзима-Долголетие воздушного охлаждения), однако КБ Кавасаки предпочло собственный Д-8 (лицензионный BMW VI) жидкостного охлаждения. В ходе испытаний было установлено, что по основным характеристикам Ки. 32 превосходит Ки. 30, будучи способным производить бомбометание с пологого пикирования. Но КБ Кавасаки требовалось время для решения проблем с системой жидкостного охлаждения и перегревом двигателя, и в 1937 г. на вооружение был принят Ки.30 под строевым шифром под шифром ЛБ-97.
Это должно было похоронить проект Ки.32, но вступление Японии в войну с Гоминьданом увеличило потребность Сухопутных войск в лёгких фронтовых бомбардировщиках, в связи с чем в 1938 г. машина Ки.32 была принята на вооружение под строевым шифром ЛБ-98. Серийное производство было развёрнуто на авиазаводах Кавасаки-Кобэ и Кавасаки-Акаси. До весны 1942 г. было выпущено 846 ед. ЛБ-98, который стал последним бомбардировщиком с двигателем жидкостного охлаждения на вооружении Сухопутных войск .

## Конструкция
Свободнонесущий цельнометаллический низкоплан с однокилевым оперением.

### Фюзеляж
Фюзеляж типа полумонокок, выполнен как единая секция. Кабина пилота и лётчика-наблюдателя были раздельные и закрывались общим фонарём со сдвижными секциями. В нижней части фюзеляжа находится закрытый бомбоотсек, створки которого работают от основной гидросистемы самолёта.

### Крыло
Крыло треугольное в плане с закругленными законцовками и работающей гладкой обшивкой. Центроплан интегрирован в конструкцию фюзеляжа и соединен с двумя отъёмными консолями. Механизация крыла включает закрылки и элероны.

### Шасси
Шасси неубираемое трёхопорное с хвостовым колесом. Колёса снабжены тормозами, амортизаторы стоек воздушно-масляные, стойки и колёса закрыты обтекателями.

### Силовая установка
Двигатель Д-9 разработки двигателестроительного КБ Кавасаки рядный, жидкостного охлаждения (12-цил., 850 л.с.) с трёхлопастным ВИШ. Двигатель под капотом установлен на мотораму в носовой части. В носовой части кока расположен храповик для запуска от автостартёра.

### Вооружение
Вооружение включает турельный пулемёт 7,7 мм в задней части. При открытии огня фонарь должен быть открыт, в полётном положении пулемёт убран в нишу с правой стороны. Бомбовая нагрузка 450 кг: бомба калибра 250 кг в фюзеляжном бомбоотсеке, остальные на подкрыльевых пилонах. При бомбометании с пикирования торможение осуществляется выпуском закрылков и регулированием шага ВИШ.

## Боевое применение
ЛБ-98 активно применялись Сухопутными войсками в Китае против войск Гоминьдана. Эксплуатация сопровождалась многочисленными проблемами, связанными с жидкостной системой охлаждения в полевых условиях. Для нормального запуска Д-9 механикам требовалось начинать регламентное обслуживание силовой установки за несколько часов до взлёта. ЛБ-98 также состояли на вооружении авиации Квантунской армии и принимали участие в ходе вооружённого конфликта с СССР на р. Халхин-Гол.
В конце 1940 года начался постепенный вывод ЛБ-98 из эскадрилий первой линии. Последней операцией, в которой применялись ЛБ-98, стали налёты на Гонконг в начале декабря 1940 года. После начала войны на Тихом океане с 1942 г. ЛБ-98 передавались в лётные школы и учебные части, где использовались до 1943 г. Трофейные ЛБ-98 также применялись в 1945 г. в войне за независимость Индонезии, когда индонезийским партизанам удалось захватить несколько машин на оставленных японских аэродромах.

## Характеристики
- ЛБ-98 в строю

| ЛБ-98                   |                              |
| Характеристики          |                              |
| Технические             |                              |
| Экипаж                  | 2 чел.                       |
| Длина                   | 11,6 м                       |
| Размах (площадь) крыла  | 15 м (34 м²)                 |
| Нагрузка на крыло       | 104 кг/м²                    |
| Высота                  | 2,9 м                        |
| Масса пустого (взлетн.) | 2,3 т (3,8 т)                |
| Силовая установка       |                              |
| Двигатель               | Д-9 (БМВ-6)                  |
| Объем                   | 47 л                         |
| Мощность                | 800 л. с.                    |
| Тяговооружённость       | 0,24 л. с./кг                |
| Лётные                  |                              |
| Макс. (крейс.) скорость | 430 км/ч (300 км/ч)          |
| Дальность               | 2 тыс. км                    |
| Потолок                 | 8,9 км                       |
| Скороподъёмность        | 7,6 м/с                      |
| Вооружение              |                              |
| Стрелковое              | синхр./турельное 3 ед. АП-89 |
| Подвесное               | авиабомбы (450 кг)           |